# یاستژنبنا دروگا
یاستژنبنا دروگا (به لاتین: Jastrzębna Druga) یک روستا در لهستان است که در گمینا شتابین واقع شده‌است.